# Magadantijd
Magadantijd (Russisch: магаданское время; magadanskoje vremja) of MAGT is een tijdzone in Rusland die 11 uur voorloopt op UTC (UTC+11 en 8 uur op Moskoutijd (MKT+8).
Magadantijd was tot 2010 de officiële tijd van de oblast Magadan, het oostelijke deel van de autonome deelrepubliek Jakoetië en van de Koerilen (oostelijke deel van de oblast Sachalin). Van 2010 tot 2014 gebruikten ook de kraj Kamtsjatka en Tsjoekotka de Magadantijd.

## Steden in Magadantijd
- Koerilsk
- Magadan
- Severo-Koerilsk
- Soesoeman